# Utopia (New York)

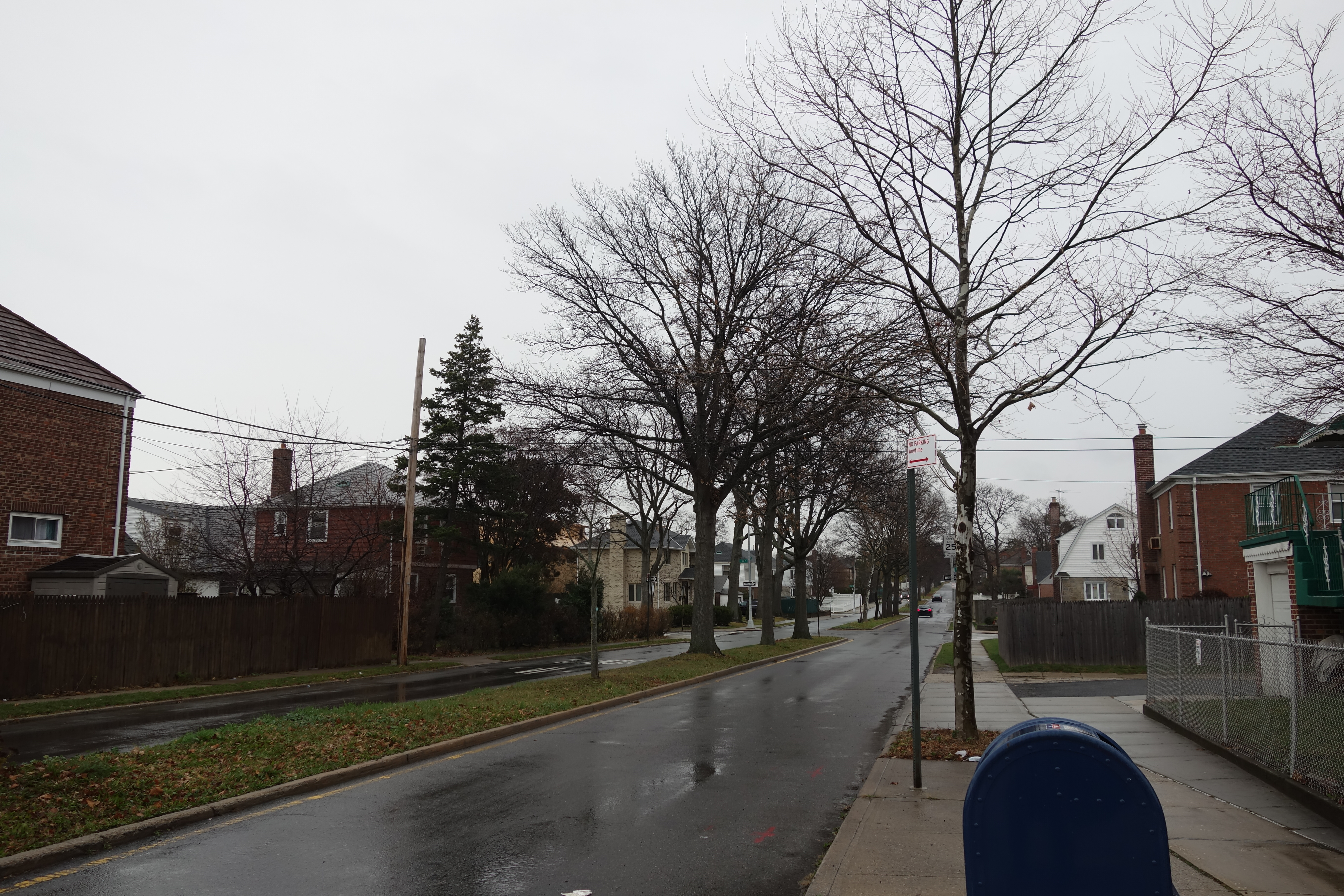
Der grasbewachsene Mittelstreifen der 75th Avenue, auf der Ostseite des Utopia Parkway und der 75th Avenue in Fresh Meadows, Queens.

Utopia ist ein Stadtviertel im östlichen Zentrum des Stadtbezirks Queens, New York City.

## Lage
Es liegt zwischen Fresh Meadows im Norden und Osten, Jamaica Estates im Süden und Hillcrest im Westen. Die Grenzen des Viertels verlaufen etwa zwischen 188th Street im Osten, Utopia Parkway im Westen, Union Turnpike im Süden und 73rd Avenue im Norden.

## Geschichte
1903 gründeten Simon Freeman, Samuel Resler und Joseph Fried die Utopia Land Company, die 1904 rund 161 Hektar Land zwischen Jamaica und Flushing erwarb. Ziel war es, eine kooperative Siedlung für jüdische Familien aus der Lower East Side von Manhattan zu schaffen. Die Straßen sollten nach bekannten Straßen aus Manhattan benannt werden. Das ambitionierte Vorhaben scheiterte jedoch an fehlenden Finanzmitteln, und ein Großteil des Landes wurde 1909 weiterverkauft. Erst ab den 1930er-Jahren begann die eigentliche Entwicklung des Viertels, als die Gross-Morton Park Corporation das Gebiet mit Einfamilienhäusern im Kolonialstil bebaute. In den 1940er-Jahren eröffnete die Stadt den Utopia Playground, einen beliebten Park für Familien.
Utopia entwickelte sich im Laufe der Jahrzehnte von einer ländlichen Gegend mit Farmen und Baumschulen zu einem typischen Vorstadtviertel. Besonders in den 1950er- und 1960er-Jahren zogen viele junge Familien nach Utopia, und die Nachbarschaft wurde zu einer überwiegend mittelständischen Gemeinde. Utopia für seine ruhigen, grünen Straßen, Parks wie den Utopia Playground und die Nähe zu St. John’s University bekannt.